# Wentworth (Caroline du Nord)
La ville de Wentworth est le siège du comté de Rockingham, situé en Caroline du Nord, aux États-Unis.

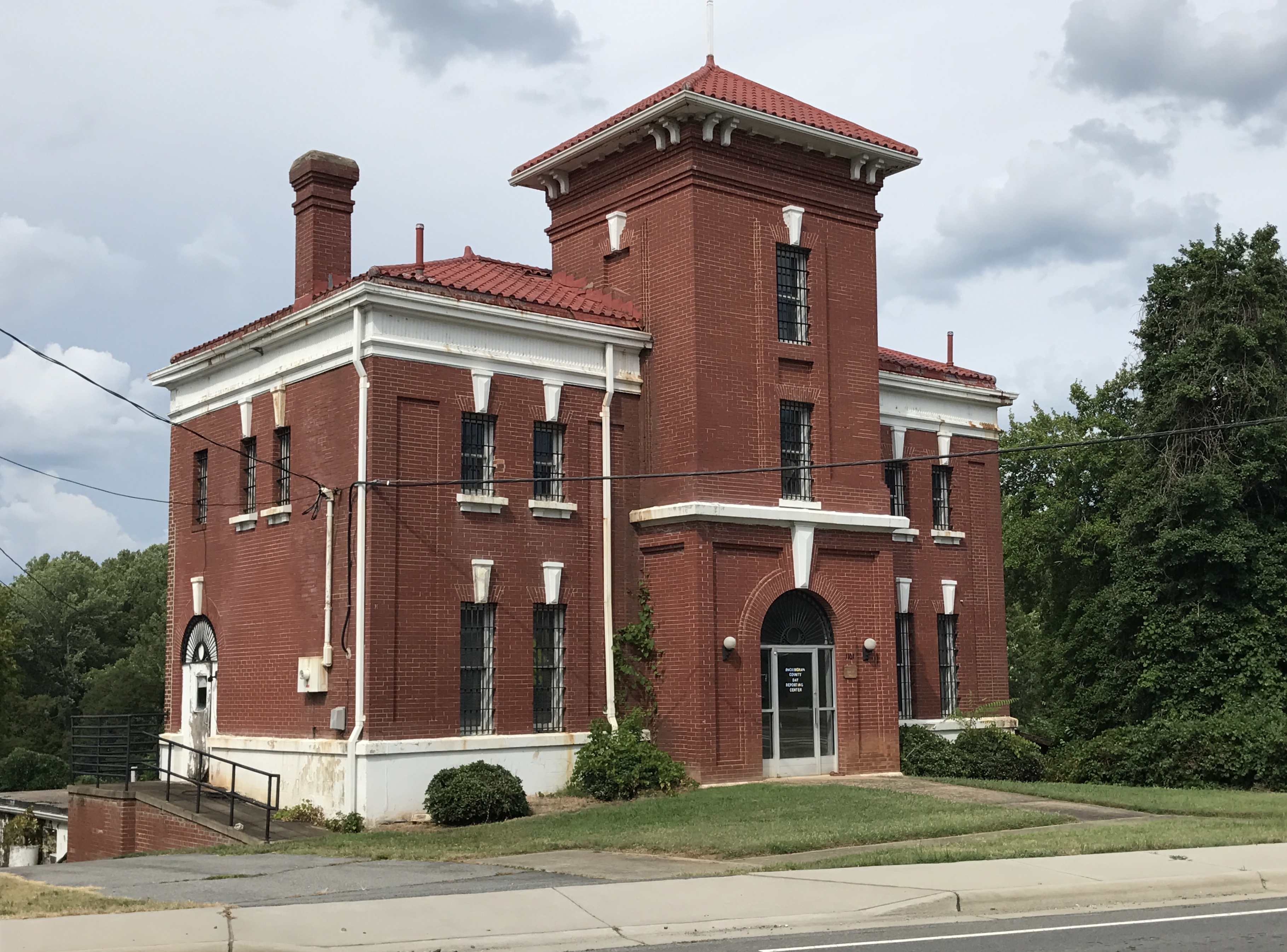
L'ancienne prison du comté de Rockingham à Wentworth

## Démographie
| 2000  | 2010  | - | - | - | - |
| ----- | ----- | - | - | - | - |
| 2 779 | 2 807 | - | - | - | - |